# João Punaro Bley
João Punaro Bley (Montes Claros, 14 de novembro de 1900 - Rio de Janeiro, 20 de abril de 1983) foi um administrador público, militar brasileiro e o 21.° governador do Espírito Santo, de 1930 a 1943.
Era filho do engenheiro João Bley Filho e estudou no Grupo Escolar Teófilo Otoni, no Colégio Militar de Barbacena e fez o superior na Escola Militar de Realengo.
Administrou o estado do Espírito Santo por quase uma década e meia, sendo interventor federal de 1930 a 1935, governador eleito pela Assembléia Legislativa estadual de 1935 a 1937 e novamente como interventor de 1937 a 1943.
No período de 30 de janeiro de 1958 a 1º de fevereiro de 1960, comandou a Academia Militar das Agulhas Negras.
Entre 12 de abril e 18 de dezembro de 1962, foi Comandante da Artilharia Divisionária da 1ª Divisão de Exército, no Rio de Janeiro.